# AFTERSCHOOL (音楽グループ)
AFTERSCHOOL (アフタースクール、韓: 애프터스쿨、英: After School) は、2009年に結成した韓国のガールズグループである。PLEDISエンターテインメント所属。略称はエプスク、またはアフスク。
PLEDISエンターテインメントから初のアイドルグループとして、2009年1月15日にミニアルバム『New Schoolgirl』でデビュー。韓国歌謡界で初めて入学卒業制度を導入して話題となった。また、メンバー全員が167cm以上と長身であり、セクシーで抜群なスタイルと、ハイレベルなダンスやパフォーマンスで支持を得た。

## 来歴

### 韓国
2009年
- 1月15日、ミニアルバム『New Schoolgirl』をリリースしてデビュー。カヒ、ジョンア、ソヨン、ジュヨン、ベカの5人組としてスタートした。
- 4月、ユイが加入して6人組となる。
- 9月、ユイが「若い制作者連帯」のプロジェクトに参加し[3]、SHINHWAのチョンジンと新人歌手スクヒと共にデジタルシングル「그 남자 그 여자의 사정 (その男その女の事情)」をリリース。
- 10月、ソヨンが健康問題を理由に脱退し[4]、5人組となる。
- 11月、レイナ、ナナが加入して7人組となる。

2010年
- 2月、第19回ソウル歌謡大賞新人賞を受賞。
- 3月、リジが加入して8人組となる。
- 6月17日、レイナ、ナナ、リジによるグループ内ユニット、ORANGE CARAMELを結成。
- 12月、イヨン加入して9人組となる。

2011年
- 6月、ベカが学業専念を理由に脱退し[5]、再び8人組となる。
- 6月21日、ユイが広告モデルを務める"Le Coq Golf"とのコラボレーション曲「쏙쏙쏙 (Sok Sok Sok)」をリリース。
- 7月20日、グループ内ユニット、AFTERSCHOOL RED（カヒ、ジョンア、ユイ、ナナ）とAFTERSCHOOL BLUE（ジュヨン、レイナ、リジ、イヨン）を結成。

2012年
- 4月9日、カウンが加入する[6]。
- 6月5日、カヒが卒業を発表[7]。17日の東京でのコンサートを最後に脱退[8]
- 6月21日、5thシングル『Flashback』発売。ジョンアが新リーダーとなる。

2013年
- 6月13日、6thシングル『첫사랑 (First Love)』発売。

2014年
- 2月21日、"Diva"などを手がけた「勇敢な兄弟」のデビュー10周年記念プロジェクトアルバム参加曲「일주일 (Week)」をリリース[9]。
- 6月12日、ラッパーSan Eとレイナのデュエット曲「真夏の夜の蜂蜜」をリリース。
- 10月8日、レイナがソロとして1stデジタルシングル『Reset』をリリース。タイトル曲「장난인거 알아 (冗談だってことは知っている)」はTROY(トロイ)のKANTOとのデュエット曲。
- 11月13日、San Eとレイナのデュエット曲「真夏の夜の蜂蜜」が、「第6回 Melon Music Awards」でラップ/ヒップホップ賞を受賞。
- 12月21日、San Eとレイナ、ORANGE CARAMELが『SBS歌謡大祭典』に出演し、それぞれ「真夏の夜の蜂蜜」と「カタレナ」を披露。
- 12月26日、San Eとレイナが『KBS歌謡大祝祭』に出演。
- 12月31日、ジュヨンが所属事務所プレディスとの専属契約期間が2014年12月31日で満了となるにともない事務所とグループを卒業。この日に開かれた中国コンサートを最後にAFTERSCHOOLとしての公式活動を終了した。

2015年
- 1月11日、ジュヨンの卒業式とミニファンミーティングがソウル清潭洞(チョンダムドン)ILCHI ART HALLで行われた。
- 1月23日、リジがソロとして1stデジタルシングル『쉬운여자 아니에요 (簡単な女じゃありません)』をリリース。これはトロットジャンルでアイドルとして初めて演歌歌手としてソロデビューした。フィーチャリングにはコメディアンのチョン・ヒョンドンが参加。
- 2月13日、リジがコメディアンのパク・ミョンスとデュエットを結成してデジタルシングル『Good bye PMS』をリリース。PMSはパク・ミョンスの頭文字。
- 2月20日、番組『ヒョンドニとデジュニのヒット製造機2』内で結成した4人組ユニット「참소녀 (チャムソニョ)」(G.NA、AFTERSCHOOL リジ、4Minute ソヒョン、KARA ヨンジ)がデジタルシングル『올해의 주문 (今年の呪文)』をリリース。これは「勇敢な異端虎」（コメディアンのチョン・ヒョンドンとラッパーのDefconn）がプロデュースした第2弾アイドルユニット。
- 4月16日、プレディスのデュエットプロジェクトの一環として、ジョンアと歌手ハン・ドングンによるデュエット曲「우리 사이 (私たちの間)」をリリース。
- 4月24日、レイナがSKテレコムドラマ『이상하자』OSTの「이상하자」をリリース。
- 6月5日、韓国ソウルのSheraton Grande Walkerhill (シェラトン グランデ ウォーカーヒル)にて、カウンが「DJ Ka-eun」としてデビュー。
- 7月、レイナが初めて挑戦するミュージカル「사랑해 톤즈 (愛してる、トンズ)」(ローダ役)に出演。
- 8月18日、レイナが音楽プロデューサー集団ダブルキックエンターテインメント所属のプロデューサーであるJakop(야콥)、￦uNo(우노)、DAYDAY(데이데이)の共同プロジェクト「XXX COLLABORATION」の楽曲「볼래 (見る / Allday Allnight)」にボーカルとして参加。
- 11月24日、レイナがソロとして2ndデジタルシングル『모르겠다 (わからない)』をリリース。初めて作詞、作曲に参加した。ミュージックビデオは制作されていない。

2016年
- 1月28日、ジョンアが所属事務所との契約満了で卒業。
- 6月17日、ラッパーSan Eとレイナの2度目のデュエット曲「달고나 (Sugar and Me)」をリリース。
- 11月16日、ナナが「2016 Asia Artist Awards」で俳優部門新人賞を受賞。tvNドラマ『グッドワイフ』で法律事務所の調査員キム・ダン役を務め、好評を得た。

2017年
- 5月31日、ユイが所属事務所との契約満了で卒業。
- 6月5日、レイナがMBCドラマ『파수꾼 (番人)』OSTの「주르륵」をリリース。「주르륵」はイヨンが作詞作曲に参加した楽曲。
- 7月31日、レイナがソロシングルアルバム『밥 영화 카페 (Loop)』をリリース。
- 11月20日、ナナが所属事務所と再契約を締結。

2018年
- 4月30日、リジが所属事務所との契約満了で卒業。ただし、ORANGE CARAMELの解散については公式発表はされていない。
- 6月 - 、カウンがフルネームのイ・カウン名義でMnetの日韓合同オーディション番組『PRODUCE 48』にPLEDIS代表として参加。

2019年
- 7月5日、カウンがファンへの感謝の気持ちを込めた音源「Remember You (기억할게)」を発表。翌日6日、所属事務所との契約満了で卒業。
- 12月27日、レイナが所属事務所との契約満了で卒業。残るメンバーは、再契約を締結したナナ1人となったため、事実上解散。

### 日本
2010年
- 1月、「Billboard JAPAN MUSIC AWARDS 2009」にてBillboard JAPAN K-Pop New Artist of the Year 2009を受賞[10]。

2011年
- 3月、「第12回 東京ガールズコレクション by girlswalker.com 2011 S/S」に出演[11]。（国立代々木競技場第一体育館）
- 4月、安室奈美恵ベストコラボアルバム『Checkmate!』の収録曲「make it happen!」にフィーチャリング参加[12]。
- 7月17日、日本でのショウケース・ライブ「AFTERSCHOOL JAPAN PREMIUM PARTY -Bang! Bang! Bang!-」を開催。（赤坂BLITZ）[13]
- 8月、「a-nation 10th Anniversary for Life Charge & Go! ウイダーinゼリー」に出演。1stシングル『Bang!』で日本デビュー[13]。
- 9月3日、「第13回 東京ガールズコレクション by girlswalker.com 2011 A/W」にナナが出演。（さいたまスーパーアリーナ）
- 9月11日、「関西コレクション 2011 A/W」に出演。（京セラドーム）
- 11月12日、「GirlsAward 2011 A/W」にナナとジュヨンが出演。（国立代々木競技場第一体育館）
- 11月23日、2ndシングル『Diva』をリリース。ミニライブ&ハイタッチ会を開催。（千里セルシー）
- 11月25日、「STOCK STYLE 2011 A/W」のイベント特別ゲストとしてカヒとリジが出演。（ベルサール渋谷ファースト）
- 11月27日、ミニライブ&ハイタッチ会を開催。（渋谷O-EAST）

2012年
- 1月27日、「Kiss SUPPORTED BY GirlsAward」に出演（国立代々木競技場第一体育館）[14]。3rdシングル『Rambling girls/Because of you』をリリース。
- 3月3日、「第14回 東京ガールズコレクション 2012 S/S」にナナがモデル出演。（横浜アリーナ）
- 3月14日、1stアルバム『PLAYGIRLZ』をリリース。
- 4月9日、ユニリーバ・ジャパンの制汗剤デオドラント「レセナ」のCMに8人で出演[15]。
- 4月17日〜、「AFTERSCHOOL First Japan Tour 2012 -PLAYGIRLZ-」を開催[16]。（Zepp Tokyo、Zepp Nagoya、なんばHatch）
- 6月5日、ミニライブ&ハイタッチ会を開催。（阪急西宮ガーデンズ）
- 6月17日、「AFTERSCHOOL First Japan Tour 2012 -PLAYGIRLZ-」追加公演を開催。カヒの卒業記念コンサートとなった。（TOKYO DOME CITY HALL）
- 8月5日～8日、「a-nation music week collection supported by GirlsAward」にナナがモデル出演。
- 8月19日、ファンミーティング「PlayGirlzJapan FanMeeting 2012」（ニューピア竹芝ホール）を開催する。スペシャルゲストにカヒが登場した。
- セシル・マクビーの2012年A/Wイメージキャラクターに決定。

2013年
- 8月11日、「a-nation island」の「NYLON」ファッションショーにナナが出演。
- 8月23日、ハイタッチ会を開催。（タワーレコード）
- 8月24日、「Play Girlz Japan FAN MEETING 2013 -WELCOME BACK!! AFTERSCHOOL-」を開催。（新木場スタジオコースト）
- 9月14日、「東京ランウェイ 213 A/W」に出演（東京体育館）。ジュヨンとナナはモデルとしても出演。
- 9月21日、「関西コレクション 2013 A/W」にジュヨンとナナが出演。（京セラドーム）
- 9月28日、「GirlsAward 2013 A/W」にジュヨンとナナが出演。（国立代々木競技場第一体育館）
- 10月1日、ミニライブ&ハイタッチ会を開催。（池袋サンシャインシティ）
- 10月2日、サウンドプロデュースに大沢伸一を迎え、日本での5枚目のシングルとなる『Heaven』を発売した。ジャケット撮影にはチェキフォトグラファーである米原康正を起用し、MUSIC VIDEO盤とCD盤に加え、3,000枚以上のチェキからセレクトされた36P写真集が付いたPHOTOBOOK盤を発売。なお発売記念握手会としてSHIBUYA TSUTAYAにてジョンア・ジュヨン・ユイが、タワーレコード渋谷店にてナナ・イヨン・カウンが、タワーレコード新宿店にてレイナ・リジがそれぞれ参加した。

2014年
- 1月25日、ミニライブとハイタッチ会を開催。（大阪：あべのキューズモール）
- 1月29日、日本での6枚目のシングルとなる『Shh』を発売。プロデュースは前作『Heaven』と同様に大沢伸一が担当。
- 1月30日、発売記念握手会としてSHIBUYA TSUTAYAにてレイナ・カウンが、タワーレコード渋谷店にてジュヨンとリジが、タワーレコード新宿店にてナナとイヨンがそれぞれ参加。
- 1月31日、ミニライブ&ハイタッチ会を開催。（池袋サンシャインシティ）
- 2月1日、ミニライブ&ハイタッチ会を開催。（埼玉：イオンレイクタウンkaze）
- 3月2日、「神戸コレクション 2014 S/S」にナナが出演。（ワールド記念ホール）
- 3月16日、「関西コレクション 2014 S/S」にジュヨンとカウンが出演。（京セラドーム）
- 3月19日、日本での2ndアルバムとなる『Dress to kill』をリリース。
- 3月21日、「東京ランウェイ 2014 S/S」にジュヨンが出演。（国立代々木競技場第一体育館）
- 3月23日、「福岡アジアコレクション 2014 S/S」にジュヨンが出演。（福岡国際センター）
- 4月21日、「札幌コレクション 2014 S/S」にカウンが出演。（北海きたえーる(北海道立総合体育センター)）
- 5月31日、プレミアムイベント「AFTERSCHOOL学園祭 2014 ～授業編/放課後編～」を開催。（エプソン 品川アクアスタジアム内ステラボール）[17][18]
- 9月21日、「関西コレクション 2014 A/W」にジュヨンとナナが出演。（京セラドーム）
- 10月1日、「GirlsAward 2014 A/A」にナナとカウンが出演。（国立代々木競技場第一体育館）
- 10月13日、「日本カワイイ博 IN NIIGATA 2014」にジュヨンが出演。（朱鷺メッセ:新潟コンベンションセンター）
- 11月19日、ジュヨン出演マルコCMソング「SHINE」をデジタルリリース。また、21日から開催されるジャパンツアーで会場限定ミュージックカード「SHINE」を発売。
- 11月21日 - 24日、「AFTERSCHOOL JAPAN TOUR 2014 -Dress to SHINE- Supported by MARUKO」を開催。（21日・22日：ラフォーレミュージアム六本木、24日：堂島リバーフォーラム）

2015年
- 3月18日、日本語盤ベストアルバム『AFTERSCHOOL BEST』をリリース。
- 3月19日、「AFTERSCHOOL BEST リリース記念ハイタッチ会」を開催。(タワーレコード渋谷店)
- 3月20日、BEST盤リリース記念＆ジュヨン卒業のプレミアムイベント「CLUB 放課後 -AFTERSCHOOL BEST RELEASE PARTY-」を開催（東京キネマ倶楽部）、ニコニコ生放送にて生中継された。
- 3月21日、「ニコニコ本社イベントスペース」にてイベントを開催。この時の模様がニコニコ生放送で生中継された。
- 3月22日、「Live Café 以心伝心」にてmu-moショップ限定イベント開催。
- 4月29日、「GirlsAward 2015 S/S」にナナが出演。（国立代々木競技場第一体育館）
- 10月24日、「GirlsAward 2015 A/A」にナナが出演。（国立代々木競技場第一体育館）
- 12月25日、運営の契約満了に伴い、日本公式ファンクラブ「Play Girlz Japan」を閉鎖。

## メンバー
入学卒業制度があるため、メンバーの入れ替わりが激しいのが特徴である。

### プロフィール
| 名前     | 名前     | 名前     | 名前 | 本名           | 本名   | 本名     | 本名           | 生年月日               | 身長/体重/血液型 | 出身地                          | 担当          | 活動期間                    |
| 片仮名   | 英字     | ハングル | 漢字 | 片仮名         | 漢字   | ハングル | 英字           | 生年月日               | 身長/体重/血液型 | 出身地                          | 担当          | 活動期間                    |
| -------- | -------- | -------- | ---- | -------------- | ------ | -------- | -------------- | ---------------------- | ---------------- | ------------------------------- | ------------- | --------------------------- |
| カヒ     | Kahi     | 가희     | 嘉熙 | パク・ジヨン   | 朴智英 | 박지영   | Park Ji Young  | 1980年12月25日（44歳） | 169cm/50kg/O型   | 大韓民国 大邱広域市             | 1代目リーダー | 2009年1月 - 2012年6月5日    |
| ジョンア | Jung-Ah  | 정아     | 正雅 | キム・ジョンア | 金瀞兒 | 김정아   | Kim Jung Ah    | 1983年8月2日（41歳）   | 167cm/49kg/O型   | 大韓民国 京畿道甕津郡           | 2代目リーダー | 2009年1月 - 2016年1月28日   |
| ソヨン   | So-Young | 소영     | 小英 | ユ・ソヨン     | 朱小英 | 주소영   | Joo So Young   | 1986年3月29日（39歳）  | 167cm/44kg/AB型  | 大韓民国 ソウル特別市           |               | 2009年1月 - 2009年10月      |
| ジュヨン | Ju-Yeon  | 주연     | 珠妍 | イ・ジュヨン   | 李珠妍 | 이주연   | Lee Ju Yeon    | 1987年3月19日（38歳）  | 168cm/46kg/AB型  | 大韓民国 ソウル特別市           |               | 2009年1月 - 2014年12月31日  |
| ベカ     | Bekah    | 베카     | 貝嘉 | レベッカ・キム | -      | 레베카김 | Rebecca Kim    | 1989年8月11日（35歳）  | 169cm/52kg/AB型  | アメリカ合衆国 ハワイ州ホノルル | ラッパー      | 2009年1月 - 2011年6月       |
| ユイ     | U-ie     | 유이     | 宥真 | キム・ユジン   | 金幽珍 | 김유진   | Kim Yu Jin     | 1988年4月9日（37歳）   | 173cm/51kg/O型   | 大韓民国 大田広域市             |               | 2009年4月 - 2017年5月31日   |
| レイナ   | Raina    | 레이나   | 萊娜 | オ・ヘリン     | 吳慧璘 | 오혜린   | Oh Hye Rin     | 1989年5月7日（36歳）   | 166cm/46kg/B型   | 大韓民国 慶尚南道蔚山広域市     |               | 2009年11月 - 2019年12月27日 |
| ナナ     | Nana     | 나나     | 娜娜 | イム・ジナ     | 林珍兒 | 임진아   | Lim Jin-Ah     | 1991年9月14日（33歳）  | 171cm/48kg/A型   | 大韓民国 忠清北道清州市         |               | 2009年11月 -                |
| リジ     | Lizzy    | 리지     | 莉茲 | パク・スヨン   | 朴秀英 | 박수영   | Park Soo Young | 1992年7月31日（32歳）  | 169cm/46kg/A型   | 大韓民国 釜山広域市             |               | 2010年3月 - 2018年4月30日   |
| イヨン   | E-Young  | 이영     | 俐英 | ノ・イヨン     | 盧利英 | 노이영   | Noh Lee Young  | 1992年8月16日（32歳）  | 167cm/45kg/A型   | 大韓民国 江原道春川市           |               | 2010年12月 - 2019年12月     |
| カウン   | Ka-Eun   | 가은     | 佳恩 | イ・カウン     | 李佳恩 | 이가은   | Lee Ka-Eun     | 1994年8月20日（30歳）  | 170cm/52kg/AB型  | 大韓民国 ソウル特別市           |               | 2012年4月 - 2019年7月6日    |

### メンバーの変遷
|          | 2009年 | 2009年 | 2009年 | 2009年 | 2010年 | 2010年 | 2011年 | 2012年 | 2012年 | 2014年 | 2016年 | 2017年 | 2018年 | 2019年 | 2019年 | 現在 |
| 1月      | 4月    | 10月   | 11月   | 3月    | 12月   | 6月    | 4月    | 6月    | 12月   | 1月    | 5月    | 4月    | 7月    | 12月   |        | 現在 |
| カヒ     |        |        |        |        |        |        |        |        |        |        |        |        |        |        |        |      |
| ジョンア |        |        |        |        |        |        |        |        |        |        |        |        |        |        |        |      |
| ソヨン   |        |        |        |        |        |        |        |        |        |        |        |        |        |        |        |      |
| ジュヨン |        |        |        |        |        |        |        |        |        |        |        |        |        |        |        |      |
| ベカ     |        |        |        |        |        |        |        |        |        |        |        |        |        |        |        |      |
| ユイ     |        |        |        |        |        |        |        |        |        |        |        |        |        |        |        |      |
| レイナ   |        |        |        |        |        |        |        |        |        |        |        |        |        |        |        |      |
| ナナ     |        |        |        |        |        |        |        |        |        |        |        |        |        |        |        |      |
| リジ     |        |        |        |        |        |        |        |        |        |        |        |        |        |        |        |      |
| イヨン   |        |        |        |        |        |        |        |        |        |        |        |        |        |        |        |      |
| カウン   |        |        |        |        |        |        |        |        |        |        |        |        |        |        |        |      |

### エピソード
- カヒは2016年10月に第一子を出産した[19]。
- ソヨンは2016年2月に中央大学演劇学科を卒業して[20]、現在は女優として活動している[21]。
- ナナはメイクアップアーティストのライセンスを取得しており、2010年の時点で韓国メイクアップアーティスト協会の会員だった[22]。日本では「Nana」名義でモデルとして個人活動をしており、2014年にファッション雑誌『BLENDA』の専属モデルを務めていた[23]。
- イヨンは2008年の第13回江原道青少年歌謡祭金賞、2009年の第14回江原道青少年歌謡祭大賞など、様々な芸能分野で計29の賞を受賞している[24]。
- カウンは和歌山県や大阪府の中学校に在籍していたため、日本語が堪能である[25]。

## ユニット

### 派生ユニット
- ORANGE CARAMEL（レイナ、ナナ、リジ）
  - 2010年6月17日にミニアルバム『魔法少女』でデビュー
  - 別名はAFTERSCHOOL GLOBAL UNIT
- AFTERSCHOOL RED（カヒ、ジョンア、ユイ、ナナ）
  - 2011年7月20日にシングル『RED 』でデビュー
  - セクシーをコンセプトとしている
- AFTERSCHOOL BLUE（ジュヨン、レイナ、リジ、イヨン）
  - 2011年7月20日にシングル『BLUE 』でデビュー
  - 清純をコンセプトとしている

### コラボレーションユニット
- 4Tomorrow（AFTERSCHOOL ユイ、Brown Eyed Girls ガイン、KARA スンヨン、4Minute キム・ヒョナ）
  - サムスングループの公益キャンペーンモデルとして結成されたプロジェクトグループ
  - 2009年10月7日にデジタルシングル『두근두근 Tomorrow (ドキドキTomorrow)』をリリース[26]
- Dazzling RED（AFTERSCHOOL ナナ、KARA ニコル、4Minute キム・ヒョナ、Secret ヒョソン、SISTAR ヒョリン）
  - 「2012 SBS歌謡大祭典」で一夜だけ結成されたシャッフルユニット
  - 楽曲「이사람 / This Person」を披露
- Mystic WHITE（AFTERSCHOOL リジ、KARA ジヨン、4Minute ホ・ガユン、Secret ソナ、SISTAR ボラ）
  - 「2012 SBS歌謡大祭典」で一夜だけ結成されたシャッフルユニット
  - 楽曲「인어공주 / Mermaid Princess」を披露
- 참소녀（チャムソニョ）（AFTERSCHOOL リジ、G.NA、4Minute ソヒョン、KARA ヨンジ）
  - MBC every1「ヒョンドニとデジュニのヒット製造機２」番組内で結成した4人組ユニット
  - 楽曲「올해의 주문 / 今年の呪文」を披露

## 作品

### 韓国

#### アルバム
| No. | タイトル               | 収録曲 | Gaon チャート （週間） | 売上枚数 |
| 1   | Virgin (2011年4月28日) | 1. Let's Step Up 2. Shampoo 3. Virgin 4. Bang! (2011 New Recordings) 5. Play Ur Love 6. Dream (Feat. Pre-School Girl 윤조) 7. 너 때문에 (2011 New Recordings) 8. 시간에 기대어 (Raina Solo) (時間にもたれて) 9. 잘 지내고 있죠 (元気ですか) 10. Funky Man (Nana vs Lizzy Feat. Pre-School Girl 경민) 11. My Bell (Jung-Ah Solo) 12. When I Fall (2011 New Recordings) 13. Shampoo (Radio Edit) | 2位                    | 19,716枚 |

#### チャリティーアルバム
| No. | タイトル                                      | 収録曲 |
| 1   | Happy Pledis (2010年12月7日)                  | 1. LOVE LOVE LOVE 2. Someone is you 3. LOVE LOVE LOVE (inst.) 4. Someone is you (inst.) |
| 2   | Happy Pledis 2012 Love Letter (2011年12月1日) | 1. Love Letter (Feat. アラ、ヘリム、ジョンヒョン、ミンヒョン、ドンホ) - ソン・ダムビ、AFTERSCHOOL 2. 겨울 이야기 (冬の話) - ソン・ダムビ、カヒ、ジョンア 3. 어떤가요 (どう?) - ORANGE CARAMEL 4. LOVE LOVE LOVE Remix - AFTERSCHOOL |

#### シングル
| No.         | タイトル                         | 収録曲 | Gaon チャート （週間） | 売上枚数 |
| 1           | New Schoolgirl （2009年1月15日） | 1. Play Girlz 2. AH 3. 나쁜놈 (悪い奴) 4. AH (Instrumental)                                                                                         | -                      | -        |
| 2           | 너 때문에 （2009年11月25日）     | 1. 너 때문에 (君のせいで) 2. When I Fall 3. DIVA 4. 너 때문에 (Instrumental)                                                                        | -                      | -        |
| 3           | BANG! （2010年3月25日）          | 1. Let's Do It! 2. BANG! 3. With U 4. BANG! (Instrumental)                                                                                          | 2位                    | -        |
| 4 A.S. RED  | RED （2011年7月20日）            | 1. 밤 하늘에 (In The Night Sky) (夜空へ) 2. Hollywood                                                                                               | 21位                   | 11,240枚 |
| 4 A.S. BLUE | BLUE （2011年7月20日）           | 1. 원더보이 (Wonder Boy) 2. Lady | 18位                   | 10,000枚 |
| 5           | FLASHBACK （2012年6月21日）      | 1. Rip Off (Korean Ver.) 2. Flashback 3. Eyeline (Performed by ナナ) 4. 손목시계 (腕時計) 5. Timeless (Performed by ジョンア、レイナ)               | 3位                    | 16,108枚 |
| 6           | 첫 사랑 （2013年6月13日）        | 1. 8 hot girl 2. 첫 사랑 (初恋) 3. Dressing Room 4. Time's up 5. Love Beat 6. 화장을 하다 울었어 (化粧をして泣いた) (Performed by ジョンア、レイナ) | 11位                   | 12,672枚 |

#### デジタルシングル
- 「Diva」（2009年4月9日）
- 「AMOLED」（2009年7月23日） - ソン・ダムビとのコラボレーション

#### オリジナルサウンドミュージック
- 2009年 MBC「탐나는도다 (タムナ～Love The Island)」 - 「반쪽 (半分)」 (AFTERSCHOOL、Sunny Side)
- 2010年 MBC「파스타 (パスタ)」 - 「귀여운 넌 (可愛い君)」 (ジョンア)
- 2011年 MBC「빛과 그림자 (光と影)」 - 「잊었나 (忘れたの)」 (AFTERSCHOOL)
- 2011年 MBC「몽땅 내 사랑 (まるごとマイ･ラブ)」 - 「Beautiful Girl」 - リジ
- 2012年 KBS「자체발광 그녀 (自己発光彼女)」 - 「자체발광 (自己発光)」 - レイナ (Feat.マンソン)
- 2012年 SBS「맛있는 인생 (おいしい人生)」 - 「하루가 지나도 (一日が過ぎても)」 - カン・ジョンウク (feat. レイナ of After School)
- 2013年 SBS「맨발의 친구들 My Story My Song Project (裸足の友人)」 - 「히어로 (Hero)」 - ユイ (Feat. ジョンア)
- 2014年 SBS「괜찮아, 사랑이야 (大丈夫、愛だ)」 - 「Tonight」 (ORANGE CARAMEL)
- 2015年 SKテレコム「이상하자」 - 「이상하자」 - Raina、Hanhae(Phantom) (Feat. Verbal Jint)
- 2015年 KBS 2TV「발칙하게 고고 (不躾にゴーゴー)」 - 「플라플라 (Flower)」 - リジ (Feat. KANTO)
- 2017年 SBS「アイドルマスター.KR」 - 「SUPER GIRL MAGIC」 - カウン (Red Queenメンバー)
- 2017年 MBC「파수꾼 (番人)」 - 「주르륵」 - レイナ

#### フィーチャリング
- 「아프죠」 Sunny Side ft. AFTERSCHOOL（2009年8月）
- 「Bring It Back」 イ・ヒョリ ft. ベカ & ジユン（2010年4月13日）
- 「첫눈에 (At First Sight)」 ソ・イングク ft. ベカ（2010年5月6日）
- 「One Love」 スキ ft. カヒ（2010年6月4日）
- 「한여름밤의 꿀 (真夏の夜の蜂蜜)」 San E × レイナ（2014年6月12日）
- 「Good bye PMS」 リジ ＆ パク・ミョンス（2015年2月13日）
- 「우리 사이 (私たちの間)」 ジョンア & ハン・ドングン（2015年4月16日）
- 「볼래 (Allday Allnight)」 Jakop, Raina, ￦uNo, DAYDAY（2015年8月18日）
- 「달고나 (Sugar and Me)」 San E × レイナ（2016年6月17日）

#### ソロ
- ユイ「쏙쏙쏙 (Sok Sok Sok)」（2011年6月） - Le Coq Golf CF曲
- レイナ「장난인거 알아 (冗談だってことは知っている)」（2014年10月） - レイナのソロデジタルシングル「Reset」タイトル曲
- リジ「쉬운여자 아니에요 (簡単な女じゃありません)」（2015年1月） - リジのソロデジタルシングル
- レイナ「모르겠다 (わからない)」（2015年11月） - レイナのソロ2ndデジタルシングル
- レイナ「밥 영화 카페 (Loop)」（2017年7月） - レイナのソロ1stシングルアルバム
- カウン「기억할게 (Remember You)」（2019年7月） - カウンのソロ1stデジタルシングル

#### その他
- 2009年「Dream Girl」(原曲：モーニング娘。「LOVEマシーン」)  - ハロー!プロジェクト韓国オーディション「대 동경소녀 (対 東京少女)」テーマ曲
- 2009年「그 남자 그 여자의 사정 (その男その女の事情)」 - 若い制作者連帯のプロジェクトアルバム「人事 - 縁・愛・別」参加曲 - チョンジン (SHINHWA) & ユイ(AFTERSCHOOL) & スクヒ
- 2010年「Dreams Again!」 - 2010南アフリカW杯 韓国代表応援歌アルバム「The Shouts of Reds. United Korea」収録曲
- 2013年「히어로 (Hero)」 ユイ (Feat. ジョンア)  - SBS 맨발의 친구들 (裸足の友人)「My Story My Song」プロジェクト参加曲
- 2014年「일주일 (Week)」 - "Diva"などを手がけた勇敢な兄弟デビュー10周年記念プロジェクトアルバム参加曲

#### ミュージックビデオ
| リリース   | タイトル                     | メンバー                                                         |
| 2009年1月  | Ah                           | カヒ、ジョンア、ソヨン、ジュヨン、ベカ                           |
| 2009年4月  | Diva                         | カヒ、ジョンア、ソヨン、ジュヨン、ベカ、ユイ                     |
| 2009年5月  | Dream Girl                   | カヒ、ジョンア、ソヨン、ジュヨン、ベカ、ユイ                     |
| 2009年7月  | AMOLED                       | カヒ、ジョンア、ソヨン、ジュヨン、ベカ、ユイ                     |
| 2009年11月 | 너 때문에 (君のせいで)       | カヒ、ジョンア、ジュヨン、ベカ、ユイ、レイナ、ナナ               |
| 2010年3月  | Bang!                        | カヒ、ジョンア、ジュヨン、ベカ、ユイ、レイナ、ナナ、リジ         |
| 2010年3月  | Let's Do It!                 | カヒ、ジョンア、ジュヨン、ベカ、レイナ、ナナ、リジ               |
| 2010年5月  | Dreams Again                 | カヒ、ジョンア、ジュヨン、ベカ、レイナ、ナナ、リジ               |
| 2010年12月 | Love Love Love               | カヒ、ジョンア、ジュヨン、ユイ、レイナ、ナナ、リジ               |
| 2011年2月  | make it happen               | カヒ、ジョンア、ジュヨン、ユイ、レイナ、ナナ、リジ、イヨン       |
| 2011年4月  | Shampoo                      | カヒ、ジョンア、ジュヨン、ベカ、ユイ、レイナ、ナナ、リジ、イヨン |
| 2011年4月  | Let’s Step Up                | カヒ、ジョンア、ジュヨン、ユイ、レイナ、ナナ、リジ、イヨン       |
| 2011年5月  | Play Ur Love                 | カヒ、ジョンア、レイナ、ナナ                                     |
| 2011年7月  | 밤 하늘에 (In The Night Sky) | AFTERSCHOOL RED                                                  |
| 2011年7月  | 원더보이 (Wonder Boy)        | AFTERSCHOOL BLUE                                                 |
| 2012年6月  | Flashback                    | ジョンア、ジュヨン、ユイ、レイナ、ナナ、リジ、イヨン、カウン     |
| 2013年6月  | 첫 사랑 (初恋)               | ジョンア、ジュヨン、ユイ、レイナ、ナナ、リジ、イヨン、カウン     |

### 日本

#### アルバム
| No. | タイトル                        | 収録曲 |
| 1   | PLAYGIRLZ （2012年3月14日）     | 収録曲 ■ LIVE 盤 1. Rip off 2. Rambling girls 3. BROKEN HEART feat.Jung-A,Raina,Nana,E-Young 4. Diva (Japan Ver.) 5. Just in time 6. Shampoo (Japan Ver.) 7. Because of you (Japan Ver.) 8. Gimme Love 9. Miss Futuristic feat.Kahi,Juyeon,U-ie,Lizzy 10. Bang! (Japan Ver.) 11. Tell me [DVD] Japan Premium Party -Bang! Bang! Bang! - Live at AKASAKA BLITZ 1. OPENING 2. Shampoo 3. Because of you 4. Lady 5. Talk Corner 6. AH 7. Diva 8. Someone is you 9. Let’s Do It! 10. Bang! (Japan Ver.) [SPECIAL ITEM] 1. Playcards with slipcase ■ MUSIC VIDEO 盤 1. Rip off 2. Rambling girls 3. BROKEN HEART feat.Jung-A,Raina,Nana,E-Young 4. Diva (Japan Ver.) 5. Just in time 6. Shampoo (Japan Ver.) 7. Because of you (Japan Ver.) 8. Gimme Love 9. Miss Futuristic feat.Kahi,Juyeon,U-ie,Lizzy 10. Bang! (Japan Ver.) 11. Tell me [DVD] MUSIC VIDEO 1. Let’s Do It! (Japan Ver.) 2. Bang! (Japan Ver.) 3. Tap Slap 4. Diva (Japan Ver.) 5. Rambling girls 6. Bang! (Japan Ver.) -Dance Edit Ver.- 7. Diva (Japan Ver.) -Dance Edit Ver.- 8. Rambling girls -Dance Edit Ver.- BONUS CONTENTS: 1. 上海ロマンス (Korean Ver.) MUSIC VIDEO by Orange Caramel 2. Japan 1st Year 蔵出しオフショット集 ■ CD Only 盤 1. Rip off 2. Rambling girls 3. BROKEN HEART feat.Jung-A,Raina,Nana,E-Young 4. Diva (Japan Ver.) 5. Just in time 6. Shampoo (Japan Ver.) 7. Because of you (Japan Ver.) 8. Gimme Love 9. Miss Futuristic feat.Kahi,Juyeon,U-ie,Lizzy 10. Bang! (Japan Ver.) 11. Tell me 12. 上海ロマンス (Japan Ver.) by Orange Caramel |
| 2   | Dress to kill （2014年3月19日） | 収録曲 ■ MUSIC VIDEO 盤 1. Dress code ～Theme of "Dress to kill"～ 2. Dress to kill 3. Ms.Independent 4. Triangle 5. Crazy Driver 6. Shh 7. Yes No Yes 8. Heaven 9. in the moonlight 10. rock it! 11. Spotlight 12. Killing eyes ～End of "Dress to kill"～ [DVD] MUSIC VIDEO 1. Heaven 2. Shh 3. Shh (Dance Edit) 【SPECIAL】 Play Girlz Japan FAN MEETING 2013 - WELCOME BACK!! AFTERSCHOOL - Talk Part Special Edit - Live Part. 1. Diva 2. FLASHBACK 3. Heaven 4. Crazy Driver 5. SLOW LOVE - MAKING MOVIE ■ CD Only 盤 1. Dress code ～Theme of "Dress to kill"～ 2. Dress to kill 3. Ms.Independent 4. Triangle 5. Crazy Driver 6. Shh 7. Yes No Yes 8. Heaven 9. in the moonlight 10. rock it! 11. Spotlight 12. Killing eyes ～End of "Dress to kill"～ 13. FLASHBACK (JPN Ver.)(Bonus Track) ■ mu-mo盤 1. Dress code ～Theme of "Dress to kill"～ 2. Dress to kill 3. Ms.Independent 4. Triangle 5. Crazy Driver 6. Shh 7. Yes No Yes 8. Heaven 9. in the moonlight 10. rock it! 11. Spotlight 12. Killing eyes ～End of "Dress to kill"～ 13. Lucky Girl (Bonus Track) |

#### ベストアルバム
| No. | タイトル                                                         | 収録曲 |
| 1   | THE BEST OF AFTERSCHOOL 2009-2012 -Korea Ver.- （2013年3月27日） | 収録曲 ■ MUSIC VIDEO 盤 1. Play Girlz 2. AH 3. Because of you 4. When I fall 5. Diva・Bang! 6. Shampoo 7. Into the Night Sky / AS RED 8. Wonder Boy / AS BLUE 9. LOVE LOVE LOVE (Happy Pledis2010) 10. Someone is you (Happy Pledis2010) 11. LOVE LETTER (Happy Pledis2011) Son Dambi & After School featuring Ara, Lime from Hello Venus, Minhyun, Bakho from NU’EST, Park Junghyun 12. FLASHBACK [DVD] MUSIC VIDEO 1. AH 2. Because of you 3. Diva 4. Let's Do It! 5. Bang! 6. Let's Step Up! 7. Shampoo 8. Into the Night Sky / AS RED 9. Wonder Boy / AS BLUE 10. LOVE LOVE LOVE (Happy Pledis2010) 11. LOVE LETTER (Happy Pledis2011) Son Dambi & After School featuring Ara, Lime from Hello Venus, Minhyun, Bakho from NU’EST, Park Junghyun 12. FLASHBACK ■ CD Only 盤 1. Play Girlz 2. AH 3. Because of you 4. When I fall 5. Diva・Bang! 6. Shampoo 7. Into the Night Sky / AS RED 8. Wonder Boy / AS BLUE 9. LOVE LOVE LOVE (Happy Pledis2010) 10. Someone is you (Happy Pledis2010) 11. LOVE LETTER (Happy Pledis2011) Son Dambi & After School featuring Ara, Lime from Hello Venus, Minhyun, Bakho from NU’EST, Park Junghyun 12. FLASHBACK |
| 2   | AFTERSCHOOL BEST （2015年3月18日）                               | 収録曲 ■ LIVE 盤 1. Bang! 2. Diva 3. Rumbling girls 4. Because of you 5. Just in time 6. Lady Luck 7. Dilly Dally 8. SLOW LOVE 9. Heaven 10. Shh 11. Ms.Independent 12. SHINE 13. Bang! [Alternate Ver.] 14. Diva [Alternate Ver.] 15. Because of you [Alternate Ver.] [DVD] AFTERSCHOOL JAPAN TOUR 2014 –Dress to SHINE- LIVE at LAFORET MUSEUM ROPPONGI - ORANGE CARAMEL 1. My Copy Cat 2. 魔法少女 3. カタレナ - AFTERSCHOOL 1. Dress Code 2. Ms.Independent 3. FLASHBACK 4. Triangle 5. Shh 6. rock it! 7. 元気でしょう 8. When I Fall 9. Dress to kill 10. in the moonlight 11. Heaven 12. Diva 13. Bang! 14. Because of you 15. Lucky Girl 16. SHINE 17. LOVE LOVE LOVE 18. Tell me ■ MUSIC VIDEO盤 1. Bang! 2. Diva 3. Rumbling girls 4. Because of you 5. Just in time 6. Lady Luck 7. Dilly Dally 8. SLOW LOVE 9. Heaven 10. Shh 11. Ms.Independent 12. SHINE 13. Bang! [Alternate Ver.] 14. Diva [Alternate Ver.] 15. Because of you [Alternate Ver.] [DVD] MUSIC VIDEO 1. Let’s Do It! 2. Bang! 3. Tap Slap 4. Diva 5. Rambling girls 6. Lady Luck 7. Dilly Dally[LIVE CLIP] 8. Heaven 9. Shh 10. Ms.Independent[LIVE CLIP] 11. SHINE[Lyric Video] 12. SHINE 13. SHINE [Behind The Scene] ■ CD 盤 1. Bang! 2. Diva 3. Rumbling girls 4. Because of you 5. Just in time 6. Lady Luck 7. Dilly Dally 8. SLOW LOVE 9. Heaven 10. Shh 11. Ms.Independent 12. SHINE 13. Bang! [Alternate Ver.] 14. Diva [Alternate Ver.] 15. Because of you [Alternate Ver.] 16. Just in time [Alternate Ver.] 17. Tell me [Alternate Ver.] 18. Heaven [SHINICHI OSAWA REMIX] 19. FLASHBACK [OTOGLOID REMIX] ■ mu-mo盤 1. Bang! 2. Diva 3. Rumbling girls 4. Because of you 5. Just in time 6. Lady Luck 7. Dilly Dally 8. SLOW LOVE 9. Heaven 10. Shh 11. Ms.Independent 12. SHINE 13. Bang! [Alternate Ver.] 14. Diva [Alternate Ver.] 15. Because of you [Alternate Ver.] ［DVD］ AFTERSCHOOL 学園祭2014 放課後編at Stellar Ball ［LIVE PART］ 1. Ms.Independent 2. FLASHBACK 3. Shh 4. Heaven 5. rock it! 6. Diva ［Bonus Contents］ 1. 授業編DIGEST 2. 更衣室ガールズトーク |

#### シングル
| No. | タイトル                                          | 収録曲 |
| 1   | Bang! （2011年8月17日）                           | 収録曲 ■ 初回生産限定A CD+DVD 1. Bang! [Japan Ver.] 2. Super sexy [DVD] MUSIC VIDEO 1. Let's Do It! [Japan Ver.] 2. Bang! [Japan Ver.] BONUS CONTENTS: 1. 自己紹介 ＆ MAKING MOVIE -Japan Ver.- ■ 初回生産限定B CD+DVD 1. Bang! [Japan Ver.] 2. Super sexy [DVD] MUSIC VIDEO 1. Let's Do It! [Korea Ver.] 2. Bang! [Korea Ver.] BONUS CONTENTS: 1. 自己紹介 ＆ MAKING MOVIE -Korea Ver.- ■ 通常版 CD 1. Bang! [Japan Ver.] 2. Bang! [Korea Ver.] 3. Super sexy 4. Bang! [Japan Ver.] (Instrumental) 5. Super sexy (Instrumental) |
| 2   | Diva （2011年11月23日）                           | 収録曲 ■ 初回生産限定A CD+DVD 1. Diva [Japan Ver.] 2. Ready to love [DVD] MUSIC VIDEO 1. Tap Slap (New TAP PERFORMANCE) 2. Diva [Japan Ver.] BONUS CONTENTS: 1. MAKING MOVIE (A) ■ 初回生産限定B CD+DVD 1. Diva [Japan Ver.] 2. Ready to love [DVD] LIVE MOVIE 1. Diva [Korea Ver.] from Japan Premium Party - Bang!Bang!Bang!- 2011.7.17 BONUS CONTENTS: 1. MAKING MOVIE (B) ■ 通常版 CD 1. Diva [Japan Ver.] 2. Ready to love 3. Diva [Korea Ver.] 4. Diva [Japan Ver.] (Instrumental) 5. Ready to love (Instrumental)         |
| 3   | Rambling girls / Because of you （2012年1月18日） | 収録曲 ■ Rambling盤 CD+DVD 1. Rambling girls 2. Because of you [Japan Ver.] [DVD] MUSIC VIDEO 1. Rambling girls BONUS CONTENTS: 1. 109 Photo Shooting Making ■ Because盤 CD+DVD 1. Rambling girls 2. Because of you [Japan Ver.] [DVD] MUSIC VIDEO 1. Because of you [Korea Ver.] BONUS CONTENTS: 1. Rambling girls MUSIC VIDEO MAKING ■ 通常版 CD 1. Rambling girls 2. Because of you [Japan Ver.] 3. Because of you [Korea Ver.] 4. Rambling girls (Instrumental) 5. Because of you [Japan Ver.] (Instrumental)                |
| 4   | Lady Luck / Dilly Dally （2012年6月13日）         | 収録曲 ■ MUSIC VIDEO盤 CD+DVD 1. Lady Luck 2. Dilly Dally [DVD] MUSIC VIDEO 1. Lady Luck BONUS CONTENTS: 1. "Lady Luck" Making Movie ■ LIVE盤 CD+DVD 1. Lady Luck 2. Dilly Dally [DVD] LIVE 1. 「AFTERSCHOOL First Japan Tour 2012 -PLAYGIRLZ-」DOCUMENT MOVIE 2. 「Dilly Dally」Live at Namba Hatch TOUR FINAL 3. 「Lady Luck」Live at Namba Hatch TOUR FINAL ■ 通常版 CD 1. Lady Luck 2. Dilly Dally 3. SLOW LOVE 4. Lady Luck (Instrumental) 5. Dilly Dally (Instrumental) 6. SLOW LOVE (Instrumental)                        |
| 5   | Heaven （2013年10月2日）                          | 収録曲 ■ MUSIC VIDEO盤 CD+DVD 1. Heaven 2. Crazy Driver [DVD] MUSIC VIDEO 1. Heaven (Music VIdeo) 2. First Love (Music Video) 3. Heaven Music Video Making Moive ■ PHOTOBOOK盤 CD+PHOTOBOOK 1. Heaven 2. Crazy Driver [PHOTOBOOK] 1. 36ページフォトブック仕様 ■ 通常版 CD 1. Heaven 2. Crazy Driver 3. First Love 4. Heaven (Instrumental) 5. Crazy Driver (Instrumental) |
| 6   | Shh （2014年1月29日）                             | 収録曲 ■ MUSIC VIDEO盤 CD+DVD 1. Shh 2. rock it! [DVD] MUSIC VIDEO 1. Shh (MUSIC VIDEO) 2. Shh MUSIC VIDEO Making Movie ■ PHOTOBOOK盤 CD+PHOTOBOOK 1. Shh 2. rock it! [PHOTOBOOK] 1. 36ページフォトブック仕様 ■ 通常版 CD 1. Shh 2. rock it 3. Shh (Instrumental) 4. rock it (Instrumental) |

#### デジタルシングル
- 「SHINE」（2014年11月19日）

#### フィーチャリング
- 「make it happen」 安室奈美恵 feat.AFTERSCHOOL（2011年4月27日）

#### DVD / Blu-ray
| No. | タイトル                                                          | 収録曲 |
| 1   | AFTERSCHOOL First Japan Tour 2012 - PLAYGIRLZ - （2013年3月27日） | 収録曲 Live at Namba Hatch Osaka 2012.04.30 1. Rip off 2. Super sexy 3. Rambling girls 4. Shampoo (Japan Ver.) 5. Just in time 6. When I fall 7. Ready to love 8. AING / ORANGE CARAMEL 9. 魔法少女 / ORANGE CARAMEL 10. 上海ロマンス (Japan Ver.) / ORANGE CARAMEL 11. Ah 12. Miss Futuristic 13. E-young Guitar SOLO 14. BROKEN HEART 15. Lady 16. Gimme Love 17. Diva (Japan Ver.) 18. Because of you (Japan Ver.) 19. Let's do it 20. Bang! 21. Dilly Dally 22. Lady Luck 23. Tell me [特典内容] Live at Tokyo Dome City Hall 2012.06.17 1. In The Night Sky / AFTERSCHOOL RED 2. Come Back You Bad Person / Kahiソロ 3. Present / Kahiソロ 4. Tell me / AFTERSCHOOL |

#### タイアップ
| 楽曲           | タイアップ | 収録作品                                         |
| Bang!          | コンパクトヘアアイロン「ico」CMソング 日本テレビ系「フットンダ」8月エンディングテーマ 日本テレレビ系「ゲーマーズTV 夜遊び三姉妹」8月エンディングテーマ 日本テレビ系「ハッピーMUSIC」POWER PLAY | 日本1stシングル「Bang!」                         |
| Diva           | 日本テレビ系「芸能★BANG!」エンディングテーマ | 日本2ndシングル「Diva」                          |
| Rambling girls | 109 7days キャンペーン2012 TVCMソング 日本テレビ系「ハッピーMUSIC」1月オープニングテーマ | 日本3rdシングル「Rambling girls/Because of you」 |
| Just in time   | サマンサタバサ「サマンサミューズ ALL STARS」TVCMソング | 日本1stアルバム「PLAYGIRLZ」                     |
| Lady Luck      | サマンサタバサ「サマンサミューズ ALL STARS」TVCMソング | 日本4thシングル「Lady Luck/Dilly Dally」         |
| Dilly Dally    | 「レセナ」CMソング | 日本4thシングル「Lady Luck/Dilly Dally」         |
| SLOW LOVE      | LIXIL住宅研究所 アイフルホーム TVCMソング | 日本4thシングル「Lady Luck/Dilly Dally」         |
| Ms.Independent | マルコ CMソング | 日本2ndアルバム「Dress to kill」                 |
| SHINE          | マルコ CMソング | デジタルシングル                                 |

## 出演

### 映画
- 2011年『ホワイト』 - ガールズグループ「PURE」役

### ミュージックビデオ
カヒ
- 「전화번호 (Telephone Number)」 Jinusean（2004年11月）
- 「올빼미 (Owl)」 Eun Ji Won（2005年2月）
- 「Bad Boy」 Son Dam Bi（2008年4月）
- 「Let's Go」 Group of 20（2010年10月）
- 「돌아와 나쁜 너 (Come Back You Bad Person) （2011年2月）
- 「IT's Me」 (2013年10月)

ジョンア
- 「아프죠」 Sunny Side ft. AFTERSCHOOL（2009年8月）
- 「Bangkok City」 ORANGE CARAMEL（2011年4月）
- 「우리 사이 (私たちの間)」 ジョンア & ハン・ドングン（2015年4月）

ソヨン
- 「아프죠」 Sunny Side ft. AFTERSCHOOL（2009年8月）

ジュヨン
- 「유추프라카치아 (Yutzpracachia)」 Tony An（2006年4月）
- 「아프죠」 Sunny Side ft. AFTERSCHOOL（2009年8月）
- 「Betrayed」 テグン（2009年9月）
- 「굿모닝 (グッドモーニング)」 태완 (Taewan) ft. 버벌진트 (Verbal Jint) （2014年7月）

ユイ
- 「그녀를 잘 부탁합니다 (Please Take Good Care Of Her)」 チョ・ソンモ（2009年4月）
- 「연애특강 (Love Class)」 Mighty Mouth（2009年8月）
- 「그 남자 그 여자의 사정 (His & Her Situation / その男その女の事情)」 チョンジン（2009年9月）
- 「두근두근 Tomorrow (ドキドキTomorrow)」 (2009年10月)

レイナ
- 「한여름밤의 꿀 (真夏の夜の蜂蜜)」 San E × レイナ（2014年6月）
- 「장난인거 알아 (冗談だってことは知っている)」（2014年10月） - レイナのソロデジタルシングル「Reset」タイトル曲
- 볼래 (Allday Allnight)」 Jakop, Raina, ￦uNo, DAYDAY（2015年8月）
- 「달고나 (Sugar and Me)」 San E × レイナ（2014年6月）
- 「밥 영화 카페 (Loop)」（2017年7月）
- 「작아지는 중」（2018年8月）

ナナ
- 「Like A Fool」 Honey Dew（2010年5月）
- 「White Tears」 Eru（2010年8月）

リジ
- 「Clap」 TEEN TOP（2010年7月）
- 「쉬운여자 아니에요 (簡単な女じゃありません)」（2015年1月） - リジのソロデジタルシングルタイトル曲
- 「Good bye PMS」 リジ（2015年2月） - コメディアンのパク・ミョンスとのデュエット曲
- 「올해의 주문 (今年の呪文)」 참소녀 (チャムソニョ) （2015年2月）
- 「그녀가 왔다 (She Came To Me)」 99 (NINTYNINE) （2015年6月）

カウン
- 「야하게 (YAHAGE)」 New Champ（2014年4月）
- 「Give it 2U」 Kye Bum Zu（2015年7月）
- 「SUPER GIRL MAGIC」  Red Queen (ドラマ・アイドルマスター.KR) （2017年5月）

## 受賞歴

### 授賞式
| 年   | 詳細 |
| 2009 | - コリアライフスタイルアワード スタイルアイコン賞 - 第34回 Cyworld Digital Music Awards Rookie of the month 4月                                                                                          |
| 2010 | - 第1回 Billboard Japan Music Awards K-pop New Artist of the Year 2009 韓国ビルボード特別賞 - 第19回 Seoul Music Awards (ハイワン・ソウル歌謡大賞) 新人賞                                                |
| 2011 | - 第2回 大韓民国大衆文化芸術賞 文化体育観光部長官表彰 - 第19回 大韓民国文化芸能大賞 最優秀歌手賞 |
| 2012 | - 第11回 MTVビデオミュージックアワーズ・ジャパン 最優秀コラボレーションビデオ賞 |
| 2014 | - Asia Model Festival Awards 人気歌手賞 - 第6回 Melon Music Awards - ラップ/ヒップホップ賞 (San E × レイナ「한여름밤의 꿀 (真夏の夜の蜂蜜)」)                                                            |
| 2015 | - 第24回 ソウル歌謡大賞 - ヒップホップ賞 (San E × レイナ「한여름밤의 꿀 (真夏の夜の蜂蜜)」) - 第4回 ガオンチャートK-POPアワード - 歌手賞音源部門・7月 (San E × レイナ「한여름밤의 꿀 (真夏の夜の蜂蜜)」) |
| 2016 | - 2016 グリメ賞 - 最優秀女性演技者賞 (ユイ) (MBC「結婚契約」) - 2016 MBC演技大賞 - 最優秀演技賞 (ユイ) (MBC「結婚契約」) - 2016 Asia Artist Awards - 俳優部門新人賞 (ナナ) (tvN「グッドワイフ」)         |
| 2018 | - 第54回 百想芸術大賞 - Harper's Bazzar アイコン賞 (ナナ) |

### 音楽番組1位
| 年   | 月日     | 番組名      | 楽曲                   |
| 2009 | 12月20日 | SBS人気歌謡 | 너 때문에 (君のために) |
| 2009 | 12月27日 | SBS人気歌謡 | 너 때문에 (君のために) |
| 2010 | 1月24日  | SBS人気歌謡 | 너 때문에 (君のために) |